# Charles King (Schauspieler, 1886)

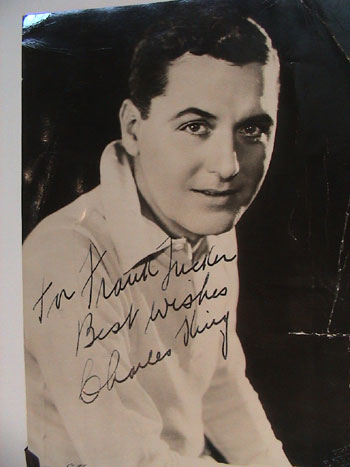
Charles King

Charles J. King (* 31. Oktober 1886 in New York City; † 11. Januar 1944 in London, England) war ein US-amerikanischer Theater- und Filmschauspieler sowie Sänger.

## Leben und Karriere
Charles King wurde 1886 (nach anderen Quellen 1889) als Sohn irischer Einwanderer in New York geboren. Er hatte zehn Geschwister, von denen aber nur zwei weitere das Erwachsenenalter erreichten. Seine Schwester Mollie King (1895–1981) wurde später ebenfalls Schauspielerin. In den 1900ern schlug King eine Schauspielkarriere ein und trat in Vaudeville-Shows auf. Bereits 1908 war er am Broadway in der Revue The Mimic World. Er wurde zu einem der beliebtesten Schauspieler am Broadway und spielte Hauptrollen in vielen Musical-Komödien. Eine besonders häufige Partnerin von ihm war Elizabeth Brice, mit der er während der 1910er-Jahre in Stücken wie The Slim Princess, A Winsome Widow, Watch Your Step und Miss 1917 auftrat. King war ebenfalls bei den George White’s Scandals zu sehen. Viele der Lieder, die er in seinen Musicals sang, wurden auch auf Schallplatte veröffentlicht. Aufnahmen von ihm erschienen etwa bei Victor, Columbia und Brunswick.
Obwohl er den Hauptteil seiner Karriere auf der Bühne verbrachte, ist er dem heutigen Publikum am ehesten durch seine wenigen Filme bekannt, die er am Übergang zur Tonfilmzeit drehte. Ende der 1920er-Jahre, als der Tonfilm sich rasch durchsetzte und spracherfahrene Darsteller gesucht wurden, kam King für einige Musical-Filme nach Hollywood. 1928 machte er sein Filmdebüt in The Five O'Clock Girl von Robert Z. Leonard. Sein größter Filmerfolg kam 1929 mit der Hauptrolle des Entertainers Eddie in The Broadway Melody, einem damals an den Kinokassen enorm populären Musical, das den Oscar als Bester Film auf der Oscarverleihung 1930 gewann. 1930 folgten noch Hauptrollen in den Musicals Chasing Rainbows und Oh, Sailor Behave!; außerdem spielte King an der Seite von William Haines in der Komödie Remote Control. King blieb aber nicht dauerhaft in Hollywood, sondern zog sich ab 1931 wieder in Richtung Broadway zurück. Er blieb bis zu seinem Tod ein erfolgreicher Schauspieler dort, unter anderem zwischen 1940 und 1942 in Cole Porters Musikkomödie Panama Hattie.
Charles King starb im Januar 1944 in London an einer Lungenentzündung, als er gerade an einer USO-Truppenbetreuung teilnahm. Der Schauspieler hinterließ seine Ehefrau Lila. Er ist nicht zu verwechseln mit dem gleichnamigen Kollegen Charles King (1895–1957), der zumeist kleine Rollen in über 400 Filmen spielte.

## Filmografie
- 1928: The Five O'Clock Girl
- 1929: The Broadway Melody
- 1929: The Hollywood Revue of 1929 (als er selbst)
- 1929: Climbing the Golden Stairs (Kurzfilm)
- 1930: Venus auf Reisen (Chasing Rainbows)
- 1930: Oh, Sailor Behave!
- 1930: The March of Time (als er selbst)
- 1930: Remote Control
- 1932: Ladies Not Allowed (Kurzfilm)
- 1937: Flowers from the Sky (Kurzfilm)
- 1938: Styles and Smiles (Kurzfilm)